# 2000 AJ2
2000 AJ2 är en asteroid i huvudbältet som upptäcktes 3 januari 2000 av den japanska astronomen Takao Kobayashi vid Ōizumi-observatoriet.
Asteroiden har en diameter på ungefär 5 kilometer.